# 더그 린튼
더그 린튼(1965년 2월 9일 ~ )은 LG 트윈스에서 뛰었던 미국 출신의 야구 선수다.

## 출신 학교
- 캐니언고등학교
- 캘리포니아대학교 어바인캠퍼스

## 같이 보기
- 2001년 LG 트윈스 시즌